# Паге
Пагуи́ (порт. Pagué) — округ в государстве Сан-Томе и Принсипи. Занимает всю территорию острова Принсипи, это также единственный округ, входящий в состав провинции Принсипи. Административный центр — город Санту-Антонью.

## Географическая характеристика
Площадь 142 км².
Высшая точка — Пику-де-Принсипи.
Округ, как и провинция Принсипи включает небольшие острова, лежащие вокруг острова: Бомбом, Каросу, Тиньоза-Пекена и Тиньоза-Гранде.

## Население
Население 6 737 человек (2006). 
Изменение численности населения округа
- 1940 3 124 (5,2 % численности населения страны)
- 1950 4 402 (7,3 % численности населения страны)
- 1960 4 544 (7,1 % численности населения страны)
- 1970 4 593 (6,2 % численности населения страны)
- 1981 5 255 (5,4 % численности населения страны)
- 1991 5 471 (4,7 % численности населения страны)
- 2001 5 966 (4,3 % численности населения страны)